# Crimson Skies

Эмблема Crimson Skies.

Crimson Skies (с англ. — «Багря́ные небеса́») — вымышленная вселенная в жанре дизельпанк, созданная Джорданом Вайзманом (англ. Jordan Weisman) и Дейвом МакКоем (англ. Dave McCoy). В основе вселенной лежит альтернативная история мира 1930-х гг., в котором США, Канада, Египет, Непал, Китай, Индия, Германия, Австрия, Италия, Турция, Перу, Бразилия, и многие другие страны в мире распались на независимые государства-штаты, а основным транспортным средством служат самолёты и огромные цеппелины.

## Вселенная

### История
История вселенной включает в себя как вымышленные, так и реальные события, происходившие в мире. Разделение историй вымышленного мира Crimson Skies и реального начинается после Первой мировой войны, когда в США начинает набирать политическую силу регионализм, усиленный изоляционизмом. Угроза пандемии испанки, которую завозят возвращающиеся с войны солдаты, приводит к закрытию границ.
После биржевого краха и начала Великой депрессии Техас объявляет о своём выходе из состава Соединённых Штатов и образовании Республики Техас (англ. Republic of Texas) 1 января 1930 года. Далее отделяется Нью-Йорк, к которому присоединяются Пенсильвания и Нью-Джерси, образуя вместе Имперский Штат (англ. Empire State). За ними следуют Калифорния, отныне называющаяся Нацией Голливуда (англ. Nation of Hollywood), и Юта, уже конфликтовавшая к тому времени с центральным правительством из-за принятия мормонизма в качестве официальной религии штата, что явно нарушало Первую поправку.
Официальный Вашингтон оказывается бессилен предотвратить распад страны политическими и дипломатическими средствами и прибегает к силе. Однако судьба страны предрешена — армия США в 1931 году оказывается разбита вооружёнными силами Народного Общества (англ. People's Collective), образованного на территории бывших штатов Айова, Небраска, Северная и Южная Дакота. К концу 1932 года последние штаты объявляют о своей независимости.
В распад Соединённых Штатов Америки оказывается вовлечённой и Канада, чьи провинции и территории объявляют о независимости или присоединяются к новым государствам Северной Америки.
В результате образования множества государств, чьи интересы зачастую приводят к вооружённым конфликтам, сети железных дорог и интерстейтов оказываются разрушенными. Путешествия на поездах и автомобилях становятся невозможными, и на смену им приходят авиаперевозки с помощью самолётов и, в большей степени, дирижаблей. Активное использование авиации приводит к её быстрому развитию. Страны всего мира, в том числе и в Европе, также начинают использовать этот вид транспорта. Появляются первые пиратские банды, которые на своих дирижаблях грабят торговцев, подобно флибустьерам.

### Технологии и дизайн

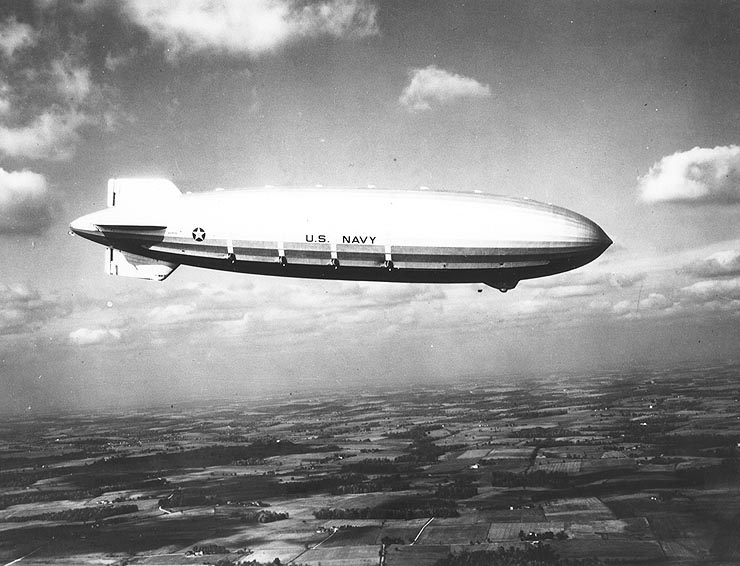
Реально существовавший летающий авианосец USS Akron (ZRS-4)

Практически каждый цеппелин тяжело бронируется, несёт мощные пушки в бортовых портах и несколько истребителей охраны, то есть является авианосцем.
Развитие вооружения тоже не стоит на месте. Появляются, например, наводящиеся на радиомаячок ракеты класса «воздух-воздух» и т. н. «аэроторпеды» (англ. Aerial torpedo) — огромные неуправляемые ракеты, предназначенные для поражения цеппелинов, тяжело бронированных и поэтому неуязвимых для пулемётов и пушек. Кроме этого, существует откровенно фантастическое вооружение, вроде пушки Тесла (англ. Tesla cannon), стреляющей молниями.
Самолёты во вселенной Crimson Skies обладают необычным дизайном, в котором стиль 30-х годов сочетается с элементами, обычно не использовавшимися в технике того времени. Например, на некоторых самолётах вселенной Crimson Skies можно увидеть переднее горизонтальное оперение, отрицательную стреловидность крыльев и, особенно часто, обратное расположение винта («толкающий винт»). Разработчики постарались сделать внешний вид самолётов, в первую очередь, запоминающимся и зрелищным.
В реальном мире существовали прототипы похожих самолётов, например, один из выдуманных самолётов (Hughes Aviation Bloodhawk) является почти точной копией немецкого Hs-P.75. Схожие черты можно также найти в японском Кюсю J7W «Синдэн» и американском Curtiss-Wright XP-55 Ascender.

## Релизы
В рамках вселенной были выпущены: компьютерная игра Crimson Skies, видеоигра для Xbox Crimson Skies: Road to Revenge, настольные игры Crimson Skies: A Game of Aerial Combat и Crimson Skies (collectible miniatures game), а также несколько книг. Ничего из вышеперечисленного в России официально не издавалось.
До 2001 года владельцем интеллектуальной собственности являлась корпорация FASA, после её закрытия права на Crimson Skies выкупила Microsoft Game Studios. В 2007 году компания одного из авторов сеттинга Джордана Вайзмана Smith & Tinker Inc. объявила о получении у Microsoft Game Studios прав на разработку видео- и компьютерных игр по вселенной.